# Zapovjedno-operativno središte GS OSRH
Zapovjedno-operativno središte Glavnog stožera Oružanih snaga Republike Hrvatske (ZOSr GSOSRH) ustrojbena je cjelina mjerodavno za praćenje tekućih operacija snaga u zemlji i inozemstvu te izradu zapovijedi i drugih dokumenata potrebnih za provedbu odobrenih operativnih planova i svakodnevno funkcioniranje Oružanih snaga Republike Hrvatske. Primanje i raščlamba raznih izvješća, izrada i distribucija zapovijedi, razmjena podataka s različitim civilnim i vojnim institucijama u zemlji i inozemstvu, usklađivanje aktivnosti između OS-a i različitih institucija tijekom krize, praćenje hidrometeorološke situacije i pružanje hidrometeorološke potpore OSRH samo su neke od zadaća.
Zapovjednik ZOS-a, osim što je nadređen ZOS-u, zapovijeda i dodijeljenim snagama u operacijama i misijama u inozemstvu (operacije pod vodstvom NATO-a, EU-a i UN-a), kao i dodijeljenim snagama koje se angažiraju u zemlji na pružanju pomoći civilnim strukturama u slučaju prirodnih nepogoda ili drugih izvanrednih situacija (protupožarne snage, protupoplavne snage, ..). Sve se snage upotrebljavaju u skladu s odobrenim planovima odnosno zapovijedima načelnika GSOSRH-a. U svakodnevnom radu izravno je nadređen zamjenik načelnika GSOS-a za operacije. 

## Vanjske poveznice
- ZOS - stožerna točka gdje se slijevaju sve informacije u OS-u, Hrvatski vojnik, 332/2011  Arhivirana inačica izvorne stranice od 29. siječnja 2012. (Wayback Machine)
- Dugoročni plan razvoja OS RH 2006. - 2015.